# Ischnocampa lithosioides
Ischnocampa lithosioides är en fjärilsart som beskrevs av Rothschild 1912. Ischnocampa lithosioides ingår i släktet Ischnocampa och familjen björnspinnare. Inga underarter finns listade i Catalogue of Life.